# بارنول (آلاباما)
بارنول (به انگلیسی: Barnwell) یک منطقهٔ مسکونی در ایالات متحده آمریکا است که در شهرستان بالدوین، آلاباما واقع شده‌است. بارنول ۲۱٫۹۵ متر بالاتر از سطح دریا واقع شده‌است.